# Miłość od pierwszego spojrzenia
Miłość od pierwszego spojrzenia – singiel zespołu Maanam wydany we wrześniu 1998 roku, promujący dziewiąty album studyjny Klucz. Piosenka została wykorzystana w filmie Jana Hryniaka, Przystań. Do utworu powstał teledysk.

## Lista utworów
1. „Miłość od pierwszego spojrzenia” – 3:40

## Twórcy
- Kora – śpiew
- Marek Jackowski – gitary
- Ryszard Olesiński – gitary
- Krzysztof Olesiński – gitara basowa
- Paweł Markowski – perkusja

Gościnnie grali
- David Saucedo Valle – instrumenty perkusyjne, oraz
- Bogdan "Bohun" Lewandowski – instrumenty klawiszowe